# Гарькавенко Денис Віталійович
Денис Віталійович Гарькавенко (нар. 11 березня 2004, Донецьк, Україна) — український футболіст, захисник футбольного клубу «Скала 1911».

## Життєпис

### Ігрова кар'єра
У ДЮФЛУ з 2018 по 2021 рік виступав за «Олімпію-Азовсталь», ДЮСШ-11 (Одеса) та «АФУРР-Минай» — 33 матчі (10 голів). З 2021 по 2022 рік грав за юнацьку команду «Колоса», в якій провів 11 матчів у юнацькому (U-19) чемпіонаті України. На початку березня 2023 року приєднався до «Олександрії», де спочатку виступав за юнацьку команду. Вперше до заявки дорослої команди потрапив 7 травня 2023 року в нічийному (1:1) домашньому поєдинку 25-го туру Прем'єр-ліги України проти донецького «Шахтаря». Денис просидів усі 90 хвилин на лаві запасних. На початку червня 2023 року підписав новий контракт з «городянами». У футболці головної команди дебютував 1 жовтня 2023 року в програному (4:2) виїзному поєдинку 9-го туру Прем'єр-ліги України проти київського «Динамо». Гарькавенко вийшов на поле на 76-й хвилині замість Даніл Скорко. В січні 2024 року на правах оренди до завершення сезону поповнив склад чернівецької «Буковини», у складі якої не дебютував в жодному офіційному матчі.